# Vebjørn Sørum
Vebjørn Sørum (ur. 11 sierpnia 1998 w Gjovik) – norweski biathlonista, wielokrotny medalista mistrzostw świata juniorów.

## Kariera
Pierwszy raz na arenie międzynarodowej pojawił się 15 listopada 2014 roku w Sjusjøen, gdzie zajął 35. miejsce w sprincie. W 2017 roku wystartował na mistrzostwach świata juniorów w Osrblie zdobywając złoty medal w sztafecie. Na rozgrywanych dwa lata później mistrzostwach świata juniorów w Osrblie zwyciężył w sprincie i biegu pościgowym. Ponadto podczas mistrzostw świata juniorów w Lenzerheide w 2020 roku zdobył złoto w sprincie i srebro w biegu indywidualnym. 
W zawodach Pucharu Świata zadebiutował 9 marca 2023 roku w Östersund, zajmując 45. miejsce w biegu indywidualnym. Pierwsze pucharowe punkty zdobył 16 marca 2023 roku w Holmenkollen, gdzie zajął 23. miejsce w sprincie. Na podium indywidualnych zawodów tego cyklu pierwszy raz stanął 2 grudnia 2023 roku w Östersund, kończąc sprint na trzeciej pozycji. W zawodach tych wyprzedzili go tylko Niemiec Philipp Nawrath i inny Norweg, Tarjei Bø.

## Osiągnięcia

### Mistrzostwa świata
| Rok  | Miejscowość | Konkurencje | Konkurencje | Konkurencje | Konkurencje | Konkurencje | Konkurencje | Konkurencje |
| Rok  | Miejscowość | IN          | SP          | PU          | MS          | RL          | MR          | SR          |
| ---- | ----------- | ----------- | ----------- | ----------- | ----------- | ----------- | ----------- | ----------- |
| 2025 | Lenzerheide | 45.         | 4.          | 25.         | 14.         | –           | –           | –           |

### Mistrzostwa świata juniorów
| Rok  | Miejscowość | Konkurencje | Konkurencje | Konkurencje | Konkurencje | Konkurencje | Konkurencje | Konkurencje |
| Rok  | Miejscowość | IN          | SP          | PU          | MS          | RL          | MR          | SR          |
| ---- | ----------- | ----------- | ----------- | ----------- | ----------- | ----------- | ----------- | ----------- |
| 2017 | Osrblie     | 39.         | 27.         | 8.          | –           | 1.          | –           | nd.         |
| 2019 | Osrblie     | 49.         | 1.          | 1.          | –           | 4.          | –           | nd.         |
| 2020 | Lenzerheide | 2.          | 1.          | 6.          | –           | 4.          | –           | nd.         |

### Puchar Świata

#### Miejsca w klasyfikacji generalnej
| Sezon     | Miejsce |
| --------- | ------- |
| 2022/2023 | 71.     |
| 2023/2024 | 26.     |
| 2024/2025 | 9.      |

#### Miejsca na podium chronologicznie
| Lp. | Dzień       | Rok  | Miejscowość   | Konkurencja                | Lokata | Pudła   | Czas biegu | Strata | Zwycięzca                  |
| --- | ----------- | ---- | ------------- | -------------------------- | ------ | ------- | ---------- | ------ | -------------------------- |
| 1.  | 2 grudnia   | 2023 | Östersund     | Sprint na 10 km            | 3.     | 0+0     | 24:02,0    | + 19,8 | Philipp Nawrath            |
| 2.  | 21 stycznia | 2024 | Rasen-Antholz | Bieg masowy na 15 km       | 3.     | 0+0+0+1 | 35:51,4    | + 14,0 | Vetle Sjåstad Christiansen |
| 3.  | 15 stycznia | 2025 | Ruhpolding    | Bieg indywidualny na 20 km | 1.     | 0+0+0+0 | 47:30,0    | –      | –                          |